# Sclerodermus ephippius
Sclerodermus ephippius is een vliesvleugelig insect uit de familie van de platkopwespen (Bethylidae). De wetenschappelijke naam van de soort is voor het eerst geldig gepubliceerd in 1881 door Saunders.